# نیکلاس وایسنبرگر
نیکلاس وایسنبرگر (انگلیسی: Niklas Weißenberger؛ زادهٔ ۱۳ مهٔ ۱۹۹۳) بازیکن فوتبال اهل آلمان است.
از باشگاه‌هایی که در آن بازی کرده‌است می‌توان به باشگاه فوتبال وورتسبورگ کیکرز اشاره کرد.